# 현홍주
현홍주(玄鴻柱, 1940년 8월 19일~2017년 5월 26일)는 대한민국의 외교관, 정치인, 법조인이다. 본관은 연주(延州)이다.

## 생애

### 초기 약력
현형건(玄亨健)과 전주 김씨 김영희(金暎姬) 사이의 3남 1녀 중 장남으로, 6대조 현상록(玄商祿)부터 조부 현만운(玄晩運)에 이르기까지 5대조 현의돈(玄義敦)을 제외한 4명의 직계 선조가 모두 역과에 급제하여 외교관으로 활동했다.
서울대학교 법학 학사, 서울대학교 사법대학원 법학 석사, 컬럼비아대학교 법학 석사 학위를 졸업하며 엘리트 코스를 밟았다.

### 법조인
1978년 2월에 법무부 검찰국 겸 서울지검 검사에서 법무부 검찰국 겸 서울고검 검사로 승진하였다.

### 정치인·외교관
1979년 박정희 전 대통령 시해당시, 중앙정보부 대북정책국장에 재임하고 있었으며, 1979년 10월 중앙정보부 차장보를 지냈다. 1982년부터 5년간 국가안전기획부 차장을 역임하고, 그 후 법제처 처장을 거쳐 1991년 2월 19일 주미대사를 역임했다.

### 별세
2017년 노환으로 별세했다.

## 학력
- 1956~1959년: 경기고등학교
- 1959~1963년: 서울대학교 법학 학사
- 1963~1964년: 서울대학교 사법대학원 법학 석사
- 1968~1969년: 컬럼비아대학교 법학 석사

## 경력
- ~ 1980년 10월: 법무부 검사
- 1985년 2월~1988년 5월: 제12대 전국구 국회의원(민주정의당)
- 1988년 2월~1990년 3월: 제15대 법제처장
- 1990년 4월~1991년 2월: 주 UN 대표부 대사
- 1991년 3월~1993년 4월: 제14대 미국 대사
- 1993년: 김&장 법률사무소 변호사
- 1994년: Pacific Forum CSIS 이사
- 1996년: 미국 브루킹스연구소 자문위원
- 1996년~2006년: 헌법재판소 자문위원
- 2001년: 삼극위원회 위원
- 2009년: 통일고문회의 고문
- 2010년: 대통령직속 국가안보총괄점검회의 위원

## 가족
- 배우자: 문영혜 (1941년생, 경기여자고등학교 총동창회 [경운회] 30•31대 회장 역임) 
  - 자녀: 현준용·현정원·현제용

## 역대 선거 결과
| 실시년도 | 선거   | 대수 | 직책     | 선거구 | 정당       | 득표수      | 득표율          | 순위        | 당락 | 비고 |
| -------- | ------ | ---- | -------- | ------ | ---------- | ----------- | --------------- | ----------- | ---- | ---- |
| 1985년   | 총선   | 12대 | 국회의원 | 전국구 | 민주정의당 | 7,040,477표 | \| \| 35.25% \| | 전국구 19번 |      | 초선 |
|          | 35.25% |      |          |        |            |             |                 |             |      |      |